# Anders Lindegaard
Anders Rosenkrantz Lindegaard (* 13. dubna 1984) je dánský fotbalový brankář, který v současné době hraje hraje za anglický klub Preston North End FC, kde hostuje z West Bromwich Albion FC. Byl jmenován brankářem roku 2010 jak v Norsku, tak v Dánsku.
Dánsko reprezentoval v kategoriích U19 a U20 před tím, než debutoval za seniorský tým 7. září 2010 proti Islandu. Má také bratra – dvojče. Jeho jméno je Stefan Lindegaard a je také fotbalový brankář.